# ГЕС Ріо-Гранде
ГЕС Ріо-Гранде — гідроелектростанція у центральній частині Колумбії. Знаходячись перед ГЕС Порсе 2, становить одну зі станцій верхнього ступеню – поряд з ГЕС La Tasajera – в гідровузлі, який використовує ресурс зі сточища річки Порсе (права притока Нечі, правої притоки Кауки, яка в свою чергу є лівою притокою Магдалени, котра впадає до Карибського моря в місті Барранкілья). При цьому інша станція верхнього ступеню використовує ресурс із тієї ж річки, проте відбираючи його вище по течії та спрямовуючи у велику дериваційну схему, а тому має значно більший напір.
У межах проекту ліву притоку Порсе річку Ріо-Гранде перекрили невеликою водозабірною греблею, яка спрямовує ресурс у прокладений по лівобережжю канал (а завершальному етапі – тунель) довжиною 1,4 км. Останній завершується у водосховищі Quebradona з об’ємом 0,5 млн м3, від якого далі прямує водовід довжиною біля 3,9 км. На своєму шляху він проходить над Ріо-Гранде та в підсумку розгалужується на три напірні водоводи довжиною біля 1 км кожен, що виводять до розташованого на правому березі Ріо-Гранде наземного машинного залу.
В 1951-му станція почала роботу з двома турбінами типу Френсіс потужністю по 25 МВт, а за п’ять років до них додали ще одну таку же. Втім, невдовзі через виявлені прорахунки у проекті загальний показник станції переномінували на 68 МВт.
В 1994-му вище по течії почався відбір води для роботи ГЕС La Tasajera, а у 2003-му на станції Ріо-Гранде два із трьох гідроагрегатів вивели з експлуатації, після чого її потужність стала рахуватись на рівні 19 МВт.